# Jacint Nadal i Puigdefàbregas
Jacint Nadal i Puigdefàbregas (Barcelona, 1935-1 d'octubre de 2023) fou un biòleg català. El 1958 es llicencià en biologia a la Universitat de Barcelona i el 1965 es doctorà en fisiologia animal. Va treballar com a Investigador al Centro Pirenaico de Biología Experimental del CSIC fins al 1970. Aleshores es dedicà a l'ensenyament, obtenint la càtedra de zoologia de vertebrats a la Universitat de Lleó, que deixà el 1975 per a ocupar aquesta càtedra a la Universitat de Barcelona, en la que el 2006 fou nomenat professor emèrit. El 1976-1977 fou cap de perfeccionament de professorat del Ministeri d'Educació i Ciència. De 1979 a 1983 fou degà de la facultat de Biologia de la Universitat de Barcelona.
El seu àmbit de recerca és la biologia dels vertebrats com a indicadors de la qualitat del medi. Ha estat cap del Grup de Recerca consolidat de Biologia de Vertebrats. El 1993-1994 fou president de la Institució Catalana d'Història Natural de l'Institut d'Estudis Catalans i fou director general per la Universitat de Barcelona del Pavelló de la Natura a l'Exposició Universal de Sevilla de 1992.
El 1992 va rebre la Medalla Narcís Monturiol del mèrit científic i tecnològic de la Generalitat de Catalunya per l'estudi de la biologia dels vertebrats al servei de la millora de la relació de l'home amb el seu entorn. El 1989 fou admès com a membre col·laborador de la Reial Acadèmia de Medicina de Catalunya. El 2005 fou admès a l'Acadèmia de Ciències i Arts de Barcelona. El 2009 fou investit Doctor honoris causa per la Universitat Autònoma de Mèxic.

## Obres
- Filogènia de la glàndula tiroide a través dels procordats i vertebrats (1970)
- Efectes secundaris dels plaguicides (1980) Arxius de l'Escola d'Agricultura de Barcelona, Any: 1980 Núm.: 1 Quarta sèrie
- Vertebrados (2001)